# Microphysetica hermeasalis
Microphysetica hermeasalis is een vlinder uit de familie van de grasmotten (Crambidae). De wetenschappelijke naam van deze soort is voor het eerst voorgesteld als Isopteryx hermeasalis door Francis Walker in een publicatie uit 1859.
De soort komt voor in Cuba, Mexico, Nicaragua en Venezuela.